# Urucará
Urucará es un municipio brasileño del estado del Amazonas, Región Norte del país. Perteneciente a la Mesorregión del Centro Amazonense y Microrregión de Parintins, está situado al este de Manaus, capital del estado. Su población, de acuerdo con estimativas de 2016 del Instituto Brasileño de Geografía y Estadística (IBGE), es de 17 065 habitantes.

## Historia
Denominación de “Urucará”, proviene de la fusión de dos vocablos indígenas: “Uru” que significan “cesto de paja” y “Cará” que es un tubérculo consumido en la región. 

## Geografía
Situado en la Región del Bajo Amazonas. A una distancia de Manaus de 270 km en línea recta y 281 por vía fluvial. Su población estimada en 2009 era de 15.780 habitantes. Localizada en la 9ª subregión Bajo Amazonas, Urucará está a 27 m por encima del nivel del mar, y su temperatura media anual gira en torno a 30 °C. Sus 15.780 habitantes (datos de 2009) se distribuyen por 27.905 km² de área. Colinda con los municipios de: Nhamundá, Urucurituba, Itapiranga, Son Sebastião del Uatumã, Presidente Figueiredo, Itacoatiara y Silbes.

## Deportes
El municipio tiene un torneo distrital muy concurrido, sus mayores clubes de fútbol son Unión Deportiva Católica y Urucará Atlético Club,Juventus Fútbol Club, los torneos relacionados con fútbol son disputados en el Estadio Municipal Pedro Falabella, el llamado de "Falabelão". FLERS Deporte Club de los profesores de la Escuela Sheila en el Comprido.
Para otros deportes el municipio contra con dos Gimnasios Deportivos, que sirven también para eventos, uno en el barrio de São Pedro y otro en el Distrito del Catanhal.
El municipio siempre se destaca en competiciones regionales, como la Copa de los Ríos, que es el principal torneo entre selecciones municipales del Amazonas; además de eso, el Municipio es uno de los más representativos del Polo en los Juegos Escolares del Amazonas(JEA'S).

## Social y Cultura
El municipio tiene el Festival Urucaraense de quadrilhas, que cuenta con la participación de cuatro gremios y es disputada en la Centro de Deportes y Ocio del Barrio de Santa Lucía.
Campeonas del torneo de Cirandas
- 2012 - Contradanza

En este mismo lugar es organizado festivales de música y escuelas del municipio.

### Escuelas
En la sede del municipio cuenta con las siguientes escuelas:
- Escuela Estatal Ramalho Junior
- Escuela Estatal Profesor Lázaro Ramos
- Escuela Estatal Balbina Mestrinho(GM3)
- Escuela Municipal Reunidos del Tío Pedro
- Escuela Municipal Felisbela Paes
- Escuela Municipal Nilo Esquina de Silva

### Subdiviciones
Barrios
El primer barrio creado en Urucará fue el Centro Histórico. Solamente a partir de ahí las demás áreas de la ciudad pasaron a recibir ocupación humana, con la llegada de migrantes y personas venidas de otras regiones de Brasil, principalmente del Nordeste.
El Castanhal es una comunidad del municipio brasileño de Urucará, en el estado del Amazonas.

## Economía
Su producción agrícola es basada en el cultivo de mandioca, cacao, maracujá, banana, guaraná, maíz y frijol.
El municipio de Urucará se destaca en la productividad del guaraná en relación con las demás localidades productoras en el Estado por producir guaraná con certificación internacional. Urucará sobresale como pionero en la cultura del guaraná certificado orgánicamente en la región Norte y que posiblemente sea el único de Brasil a partir del momento que la cultura del guaraná, para fines comerciales, es casi esencialmente en el Amazonas.De las 9 toneladas de guaraná orgánico producido en Urucará, cosecha 2006/2007, 80% fue exportada para el exterior, principalmente para países como Francia, Italia Alemania.
La pecuária es representada principalmente por creación y rebaños bovinos y porcinos, con producción de carne y de leche destinada al consumo local.
La pesca es practicada de forma artesanal.
Se destaca en la extracción de paja blanca, cipó titica, madeirae la artesanía cerámica que es exportada principalmente para Italia.
En el municipio la explotación del calcio agrícola tiene casi tres décadas en la mina de Jatapu. Con una reserva estimada inicialmente en 1,7 millón de toneladas del mineral de los tipos empleados en la agricultura, la mina tiene potencial para hacer el Estado del Amazonas autosuficiente en la producción para el consumo interno y convertirlo en uno de los principales polos de comercialización para el mercado brasileño. En Urucará se encuentran también grandes reservas minerales de casiterita y bauxita.

## Cultura y sociedad

### Fiestas populares
Son cinco las fiestas populares realizadas en Urucará, a saber: Fiesta de Sant'Ana (realizada en julio), Fiesta del aniversario de la ciudad (12 de mayo), Fiesta del Divino Espíritu Santo (mayo y junio), Festival de Quadrilha de Urucará (julio), Fiesta de Nuestra Señora de Aparecida (3 a 12 de octubre).

### Fechas
- Aniversario: 12 de mayo
- Fiesta del Divino Espíritu Santo: 30 de mayo a 8 de junio
- Festival de Verano: 5 a 7 de noviembre

### Alcaldes de Urucará
- 2017-2020 - Enrico Falabella
- 2013-2016 - Felipe "Cabeza Blanca"
- 2008-2012 - Fernando Falabella
- 2004-2008 - Taumaturgo Conejo
- 2000-2004 - Pedro Falabella(renunció), Aurimar Tercio, Munguba.
- 1996-2000 - Pedro Falabella
- 1992-1996 - Renato Libório

1. ↑  Worldpostalcodes.org,código postal n.º 69130-000.

- Datos: Q1816370
- Multimedia: Urucará / Q1816370